# リンチェン・バルスボルド
リンチェン・バルスボルド（英語: Rinchen Barsbold、モンゴル語: Ринченгийн Барсболд、1935年12月21日 - ）は、古脊椎動物学と中生代層序学を専門とする、モンゴルの古生物学者・地質学者である。モンゴルのウランバートルにある地質学研究所に勤務している。

## 業績
バルスボルドは、世界最大級の恐竜コレクションの発見と復元に尽力してきた。彼の研究はモンゴルの古生物学に世界の注目を集めさせ、ユーラシア大陸における恐竜進化の後期段階についてのより現代的な理解を促すのに役立った。
バルスボルドは共産圏において恐竜古生物学に大きな影響を及ぼしてきた。ゴビ砂漠の獣脚類を主題にした博士論文から始まったバルスボルドの科学的研究は、彼をその恐竜たちに関する指導的権威にした。1983年には早くも、異なる系統の獣脚類において、鳥からしか知られていなかった多くの特徴が様々な組み合わせで進化してきたことを指摘した（Barsbold 1983）。彼はこの「鳥化」の結果として、そのような形質の適切な組み合わせを偶然に獲得した1つまたは複数の獣脚類の系統が実際の鳥に進化し続けると仮定した。
1990年代後半から見られるようになった何例もの羽毛恐竜が同定されて以来、バルスボルドの学説はより高く評価されるようになった。彼が自身の学説を発表した1983年当初は、モンゴルの科学界と西側諸国の科学界の間にはほとんど交流がなかった。さらに、バルスボルドの初期の論文は通常ロシア語で発表されており、西側の科学者にその言語に通じている者はほとんどいなかった。加えて、ソ連圏における鳥類古生物学の第一人者であったエフゲニー・クーロチキンは、獣脚類と鳥類とのつながりについて批判的な態度であったため、主に新生代の鳥類古生物学を対象として研究を行っていた。このようなこともあり、バルスボルドの理論は当初、モンゴル・ソ連・その同盟国の「恐竜」古生物学者の間でより大きな影響を与えた。

## 恐竜の同定
Barsboldia Maryanska and Osmolska, 1981 は彼への献名である。
バルスボルドによって命名された恐竜の属と科をアルファベット順に記す。
- Aepyornithomimus（T. Chinzorigらと共著 2017年）：エピオルニトミムス
- Adasaurus (1983年命名)：アダサウルス
- Anserimimus (1988年)：アンセリミムス
- Conchoraptor (1986年)：コンコラプトル
- Enigmosauridae (1983年)：エニグモサウルス科（現在は使われていない）
- Enigmosaurus (A. Perleと共同で命名　1983年)：エニグモサウルス
- Gallimimus (H. Osmólska、E. Roniewiczと共同　1972年)：ガリミムス
- Garudimimus , Garudimimidae (1981年)：ガルディミムスとガルディミムス科
- Harpymimus , Harpymimidae (A. Perleと共同　1984年)：ハルピミムスとハルピミムス科
- "Ingenia" (1981年)：インゲニア（既に使われている学名だったため、 Ajancingeniaに改名)
- Ingeniinae (1981年)：インゲニア亜科
- Oviraptoridae (1976年)：オヴィラプトル科
- Segnosauria (A. Perleと共著 1980年)：セグノサウルス亜目（現在は使われておらず、テリジノサウルス類に含まれる）